# 長福寺 (西条市)
長福寺（ちょうふくじ）は愛媛県西条市北条（元の壬生川町）にある寺院。

## 歴史
弘安4年元軍来寇の時、執権北条時宗の命により一族を率いて博多で迎え奮戦した伊予の豪族河野家の48代惣領河野通有（～1311年）は、この地で戦没した叔父通時はじめ彼らの将兵の冥福を長く弔うために自分の館を寺として翌年（1282年）創建した。その後、天正の陣で河野氏が滅びるとともに当寺も戦火を被り荒れていたが、慶長年間に再興し、
さらに、寛永20年（1643年）に南明（なんめい）東湖禅師が入山し、それまでの山号の海印山から東海山に変更し、東福寺派から妙心寺派に転じ中興した。
なお、南明禅師の御伴をした狸である喜左衛門狸の伝説が残る。
当地方では、４本による藤が白色・藤色・ピンクと一つの藤棚に咲くことで有名である。

## 境内
- 山門：1764年建立。築地塀には矢狭間（矢を射る穴）がある。
- 本堂：1894年建立。本尊釈迦三尊。
- 庫裡：昭和初期再建。本堂との間に書院風の大玄関を持ち禅寺の特徴を表す。
- 護国殿
- 宝篋印塔：鎌倉時代末期。河野通有の墓と伝わる。山門を入って右。
- 鐘楼堂（袴腰式）
- 駐車場：普通車約20台。無料。

## 文化財
県指定有形文化財
- 長福寺梵鐘：鐘身90.3cm、187kg、青銅製、明暦元年(1655年）作、朝鮮の鐘を模して鋳造[3]。1965年4月2日指定。
- 南明禅師の書写による「予章記」[4]。平成29年3月28日指定。

西条市の有形文化財
- 南明禅師の書写による「河野系図」。平成21年2月26日指定。
- 一柳直卿の扁額「東海山」が山門にかかる。平成2年11月19日指定。

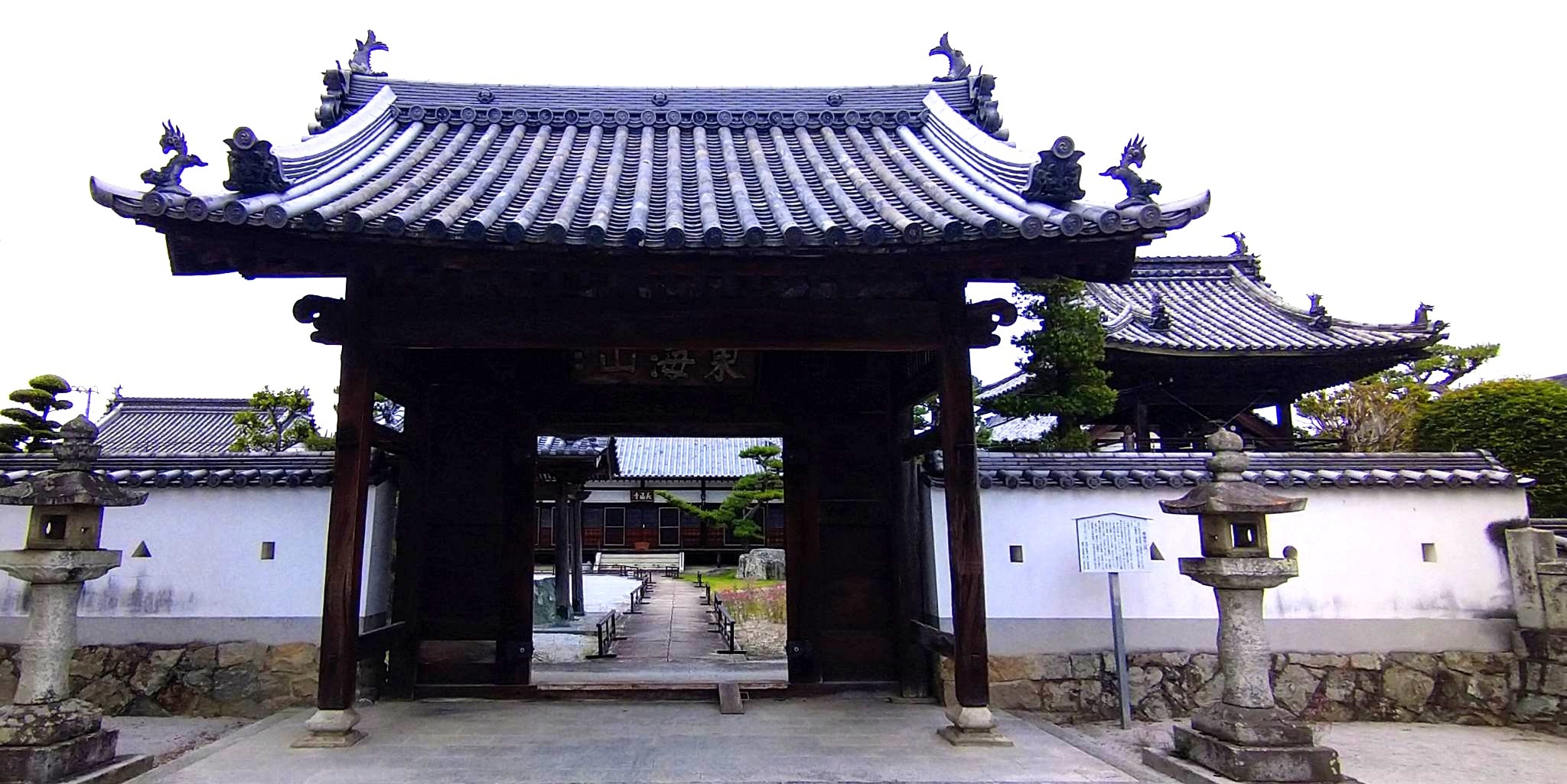
山門
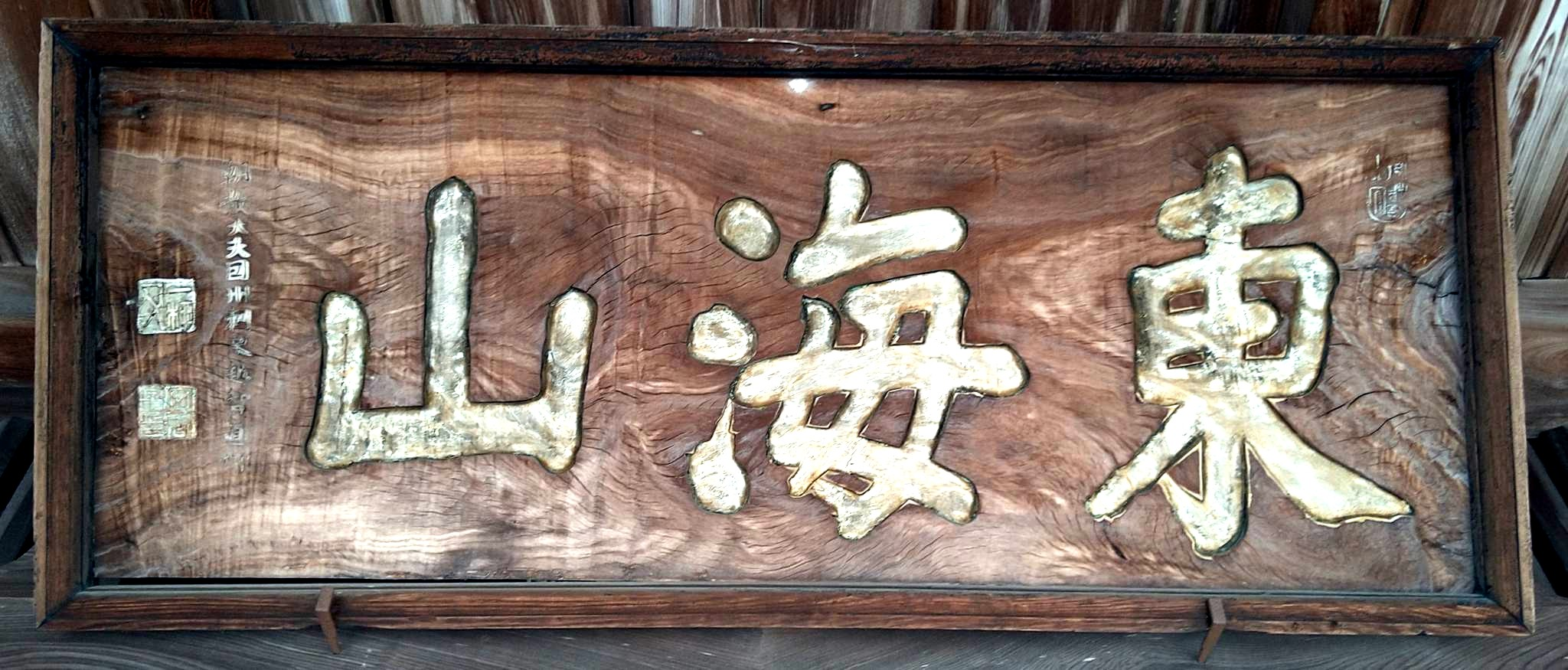
山門の扁額
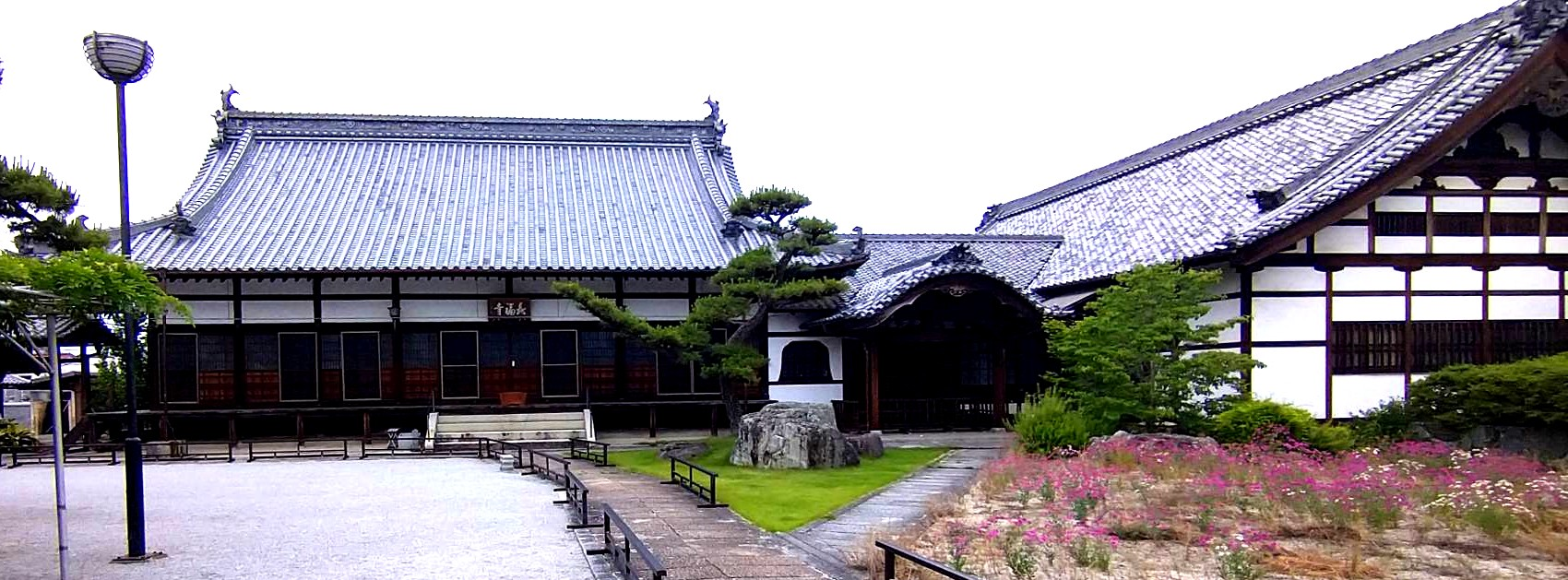
本堂と庫裡
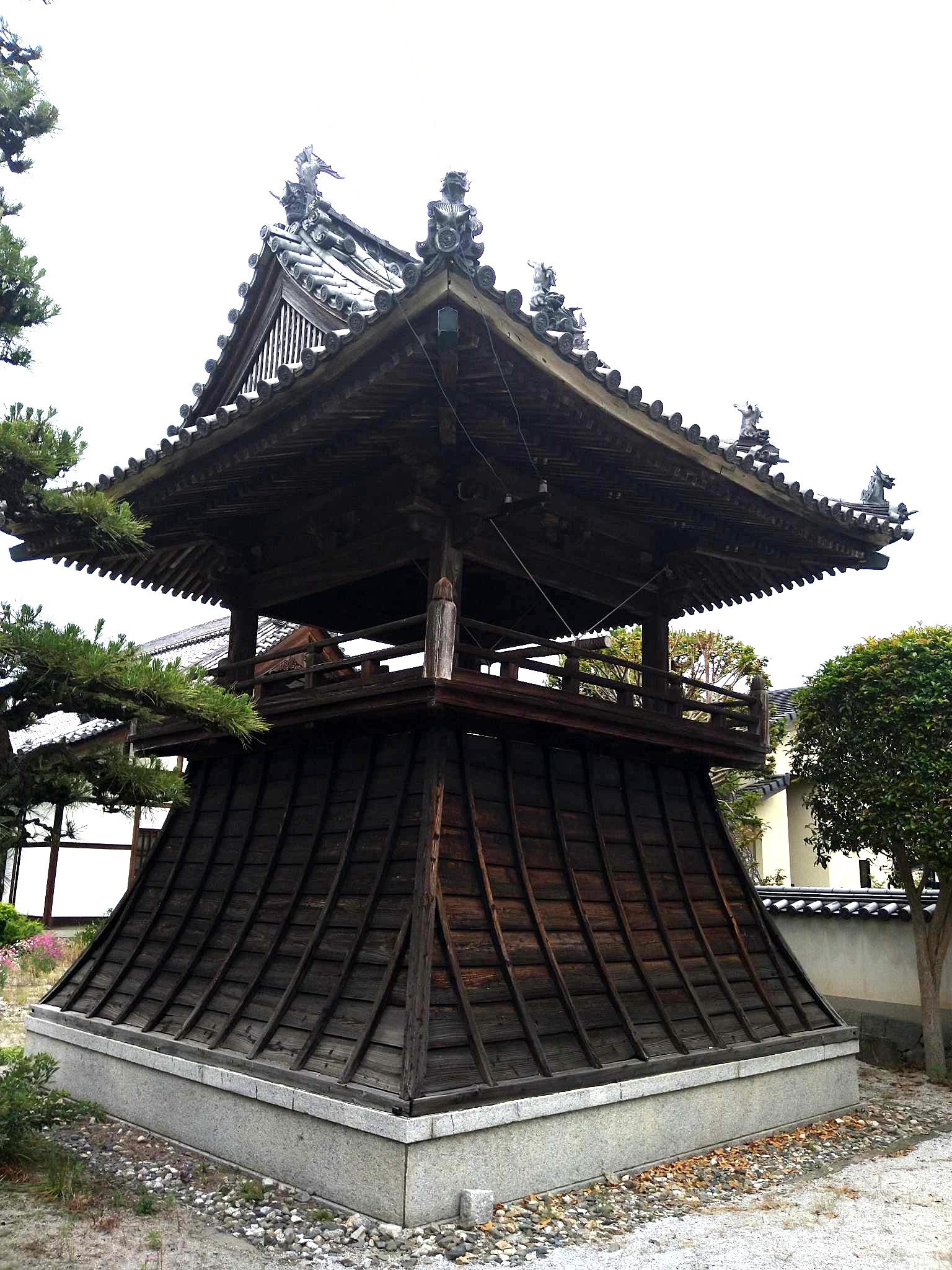
鐘楼
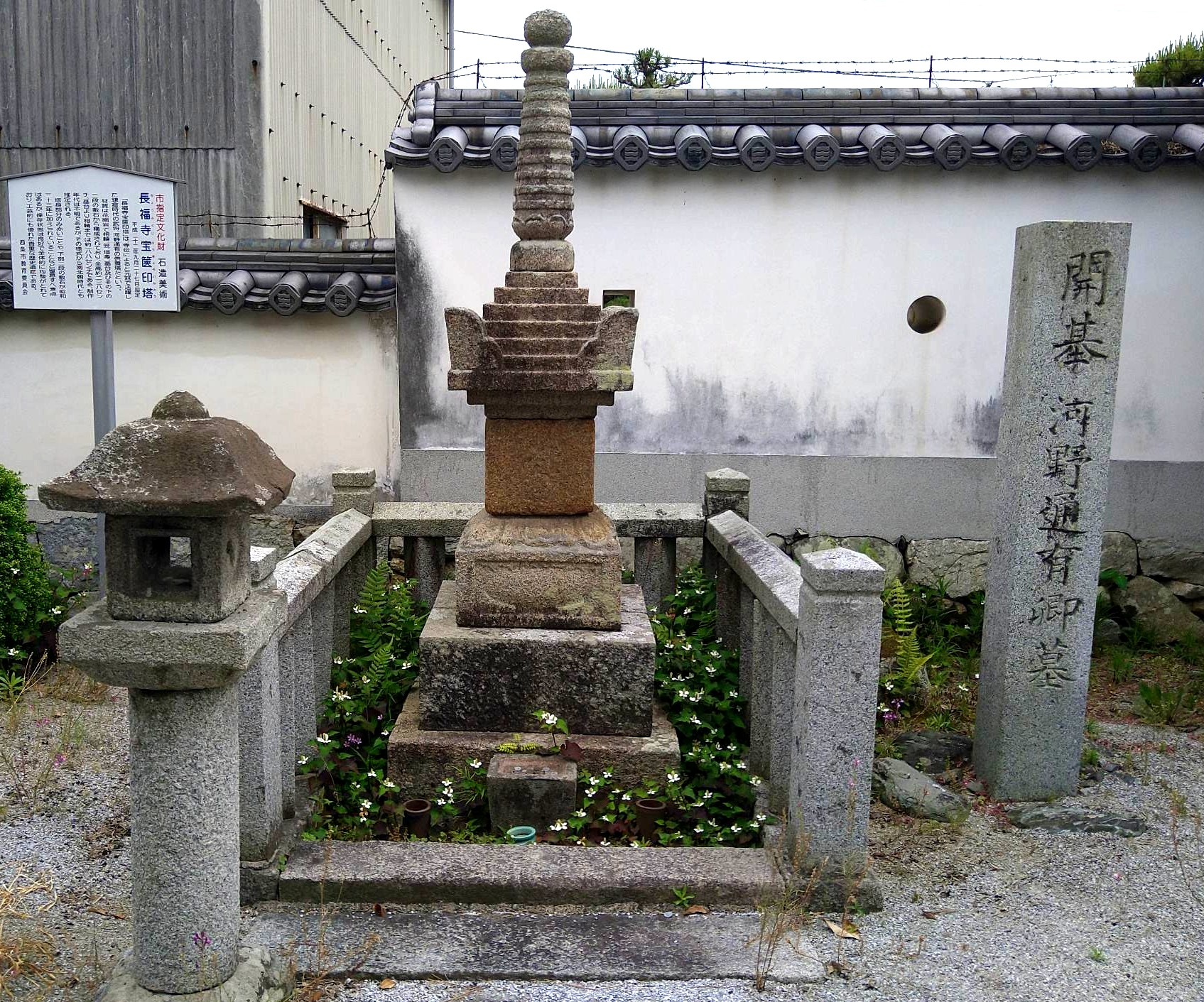
宝篋印塔
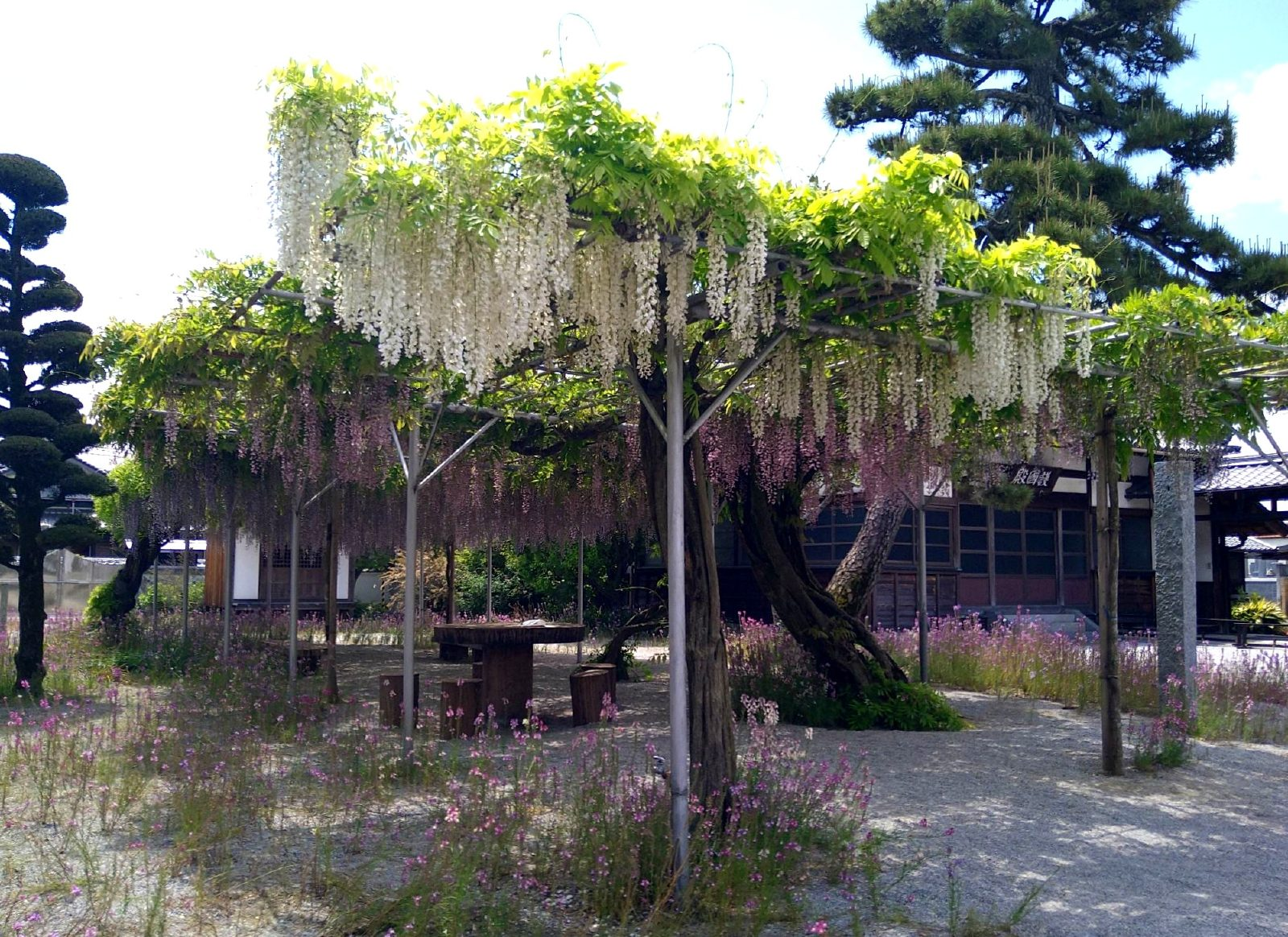
藤棚

## 交通案内
鉄道
- 四国旅客鉄道（JR四国） 予讃本線 - 壬生川駅下車 (約2km)

道路
- 一般道：愛媛県道13号線沿